# Heretic
A Heretic egy videojáték, melyet a Raven Software 1994-ben készített FPS-e, amely a Doom motorját használta fel. A fejlesztők minden textúrát, ellenfelet, fegyvert lecseréltek újra, így egy fantasy alapú FPS-t teremtettek meg, egyedi stílusvilággal.

## Történet
A történet a Doomhoz hasonlóan itt is csak a fejezetek végén olvasható szövegből derül ki és nem fontos a játékmenet szempontjából.
A történetben Corvus-t, a sidhe elfet irányítjuk, aki azért indult útjára, hogy felszabadítsa Parthoris földjét a gonosz Kígyó Lovas, D’Sparil hatalma alól, akit istenként tisztelnek követői. A játék során ezekkel az alattvalókkal, aztán a játék legvégén magával D'Sparil-lal kell megküzdeni.

### A történet a játék megfogalmazása szerint
Egy ősi tündefaj, a Sidhe Véneinek jóslata szerint az Armageddon menete a következő: "Hárman érkeznek a keleti vadonból és uralmat nyernek azok felett, akik hisznek bennük. Akinek füle van a hallásra, az hallja meg, hogy a Sidhe gyermekeit eléjük állítják, és azon a napon, amikor a Sidhe gyermekei már nem lesznek, a Föld örökre elvész a Mélységben."
És szépapáid jóslata valóra válni látszott: keleten feltűnt a három lovas, az örökkévaló halál őrzői.Békét teremtettek a keleti tartományok népei között, híveik templomokat emeltek nekik, akarat nélküli, vak zombiként követték őket. A világ hét királya is behódolt a sötét hatalmasságoknak. A sikeres hódítás után két lovas hazatért, csak a leggyengébbik, D'Sparil maradt a mi világunkban. Tanítványai a vidéket járták, hogy elpusztítsák a maradék tisztaságot is.
Egyedül a Sidhe elfek őrizték meg függetlenségüket. Ezért váltak eretnekké (heretic), ezért akarta D'Sparil a hét királlyal szövetkezve elpusztítani a törzset. A hét nemzet katonáinak gyülekezése alatt a Sidhe Vének közös erejükkel megsemmisítették a sereget, de közben legyengültek.
És ekkor a rothadás szaga árasztotta el a levegőt, a föld pedig megnyílt, a gonoszság erőinek teremtményeit okádva magából. A förtelmes lények lemészárolták a Véneket és magukkal vitték varázstárgyaikat. A megmaradt Sidhe elfek szétszóródtak. Velük ellentétben te bosszúra szomjaztál, ezért keletre indultál és megtaláltad az Elátkozottak Városát.
A kapun túl pokoli szörnyek hordái várnak rád, és hatalmas szerencsével talán vissza tudsz szerezni néhányat a Vének varázstárgyai közül, de nem túl jók az esélyeid, mert egyetlen bot a fegyvered...

## Fejezetek és pályák

### I. fejezet: City of the Damned
Corvus bosszúra szomjazott, ezért elindult Kelet felé és megtalálta az Elátkozottak Városát.
- E1M1: The Docks
- E1M2: The Dungeons
- E1M3: The Gatehouse
- E1M4: The Guard Tower
- E1M5: The Citadel
- E1M6: The Cathedral
- E1M7: The Crypts
- E1M8: Hell's Maw (utolsó pálya)
- E1M9: The Graveyard (titkos pálya)

### II. fejezet: Hell's Maw
Corvus a Város után egy szigetre utazott, ahol a rothadás szaga árasztotta el a levegőt, a föld pedig megnyílt, a gonoszság erőinek teremtményeit okádva magából.
- E2M1: The Crater
- E2M2: The Lava Pits
- E2M3: The River of Fire
- E2M4 :The Ice Grotto
- E2M5: The Catacombs
- E2M6: The Labyrinth
- E2M7: The Great Hall
- E2M8: The Portals of Chaos (végső pálya)
- E2M9: The Glacier (titkos pálya)

### III. fejezet: The Dome of D’Sparil
A gonosz erőinek legyőzése után elindult a víz mélyébe, D’Sparil hatalmas vízalatti kristálykupoláiba, hogy leszámoljon magával a Kígyó Lovassal.
- E3M1: The Storehouse
- E3M2: The Cesspool
- E3M3: The Confluence
- E3M4: The Azure Fortress
- E3M5: The Ophidian Lair
- E3M6: The Halls of Fear
- E3M7: The Chasm
- E3M8: D’Sparil’s Keep (végső pálya)
- E3M9: The Aquifer (titkos pálya)

## Az ellenségek
- Disciple of D'Sparil:D'Sparil tanítványai. Képesek repülni és piros energiagolyókkal megdobni Corvust (Hasonlóan a Doom béli cacodemonhoz) valamint D'Sparil képes őket megidézni.
- Gargoyle: Egy repülő vörös vizköpő amelynek két fajtája van. a normálisak karmolnak a tüzesek lánggolyót lőnek.
- Golem: Egy gólem aki általában ütéssel támad. Egy másik verziója a nitrogolem már képes lőni.
- Undead warrior:Meghalt harcosok akik D'Sparil jóvoltából feltámadtak.Támadásuk az hogy fejszéjükből zöld nyalábot lőnek vagy ütnek. Hasonlóan a golemhez nekik is két fajtájuk van.A normál zöld, a szellem piros nyalábokat lő.
- Sabreclaw:SkorpióEmber szerű lény aki a kezén lévő fejszével támad Corvus-ra.
- Ophidian: Félig kigyó félig ember aki egyszerre 3 lila nyalábot tud kilőni.
- Weredragon:Egy félig sárkány ragadozó aki lángcsóvákat lő a játékosra. Nincs közeli támadása.
- Iron lich:Lebegő óriáskoponya akinek 3 féle támadása van (tűzoszlop, jéglabda, és tornádó) Az első fejezet végén 3-at kell legyőzni de később is felbukkannak.
- Maulotaur óriási minotaurusz aki hatalmas kalapácsával támadja meg a játékost.A második fejezet végén 6-ot kell legyőzni.

## A fegyverek
- Staff: Egy egyszerű bot. Alapvető közelharci fegyver. Szellemek ellen nem lehet használni. A Doom-ból az ököl megfelelője.
- Gantlet of the Necromancer: Egy pár vaskesztyű, melyek villámokat szórnak. Hatékonyabb a staff-nél. A Doom-ból a láncfűrész a megfelelője.
- Elven Wand: Corvus egy sárga kristályt tart a kezében, melyből kis energianyalábokat képes leszakítani és ezzel támad. A Doom-ból a pisztoly megfelelője.
- Ethereal Crossbow: Egy nyílvessző amely egyszerre 3 zöld nyalábot lő ki. A Doom-ból a sörétes puska megfelelője.
- Dragon Claw: Kézre húzható fegyver ami sorozatban tudja lőni a kék energianyalábot a Doom-ból a chaingun megfelelője.
- Hellstaff: Egy bot amely piros nyalábokat lő ki a Doom-ból a plazmaágyú megfelelője.
- Phoenix Rod: A legerősebb fegyver ami egy piros nyalábgolyót lő ki magából és képes akár több szörnnyel is végezni egyszerre. A Doom-ból a BFG megfelelője.
- Firemace: Egy buzogány ami kis golyókat lő ki amik aztán felrobbannak.

## Érdekesség
Első találkozáskor D'Sparil tanítványai szájából két fajta mondat hangzik el visszafelé, melyek a következőek:
- !citereh, su ot bmuccuS (Succumb to us, heretic!)
- !citereh eht yortseD (Destroy the heretic!)

## Külső hivatkozások
- Heretic hivatalos oldala (angolul)
- Hivatalos közösségi oldal (angolul)
- Heretic a Doom-Wikin (angolul)